# Transcripción (lingüística)
La transcripción (latín transcriptio) es la representación sistemática de una forma oral mediante signos escritos. El concepto de transcripción fonética está relacionado con esta definición general de transcripción. En un sentido más restringido una transcripción es una adaptación mediante caracteres gráficos de una expresión de otra lengua o de un habla peculiar no estándar usando la ortografía y convenciones gráficas de una lengua o la lengua estándar.
Cuando existen dos lenguas involucradas, es decir, se pretende transcribir expresiones de una a la otra, la transcripción consiste en aproximar la forma fonológica o fonética de la expresión de la primera lengua de manera aproximada mediante fonemas de la segunda lengua y usando, adicionalmente, sus convenciones ortográficas. No se debe confundir la transcripción con la transliteración (que trata de reflejar la ortografía original mediante un sistema de escritura diferente) ni con la traducción (que trata de representar el contenido semántico del original).
En la disciplina académica de la lingüística, la transcripción es una parte esencial de la metodología de (entre otras), la fonética, el análisis de la conversación, la dialectología y la sociolingüística. También tiene un papel importante en varios subcampos de la tecnología del habla. Los ejemplos más comunes de transcripciones fuera del sentido académico son los procedimientos de las audiencias judiciales, como un juicio penal (por un taquígrafo judicial) o de las notas de voz grabadas de un médico (transcripción médica). 

## Transcripción y transliteración
La transcripción a un idioma significa escribir con el sistema de caracteres de este idioma el sonido de una palabra de otro idioma de manera aproximada [aunque en el caso particular de la transcripción fonética puede llegar a ser totalmente exacta]. Por otro lado, la transliteración se basa en reproducir exactamente la escritura (los grafemas) de una lengua con los grafemas de la otra (por ejemplo, transliterar un texto cirílico mediante el alfabeto latino ampliado):
- La transcripción trata de representar fielmente los fonemas o sonidos de una lengua con las convenciones ortográficas de otra lengua,
- La transliteración trata de representar fielmente solo los grafemas.

| Ejemplos de transcripción y transliteración                    | Ejemplos de transcripción y transliteración                            |
| -------------------------------------------------------------- | ---------------------------------------------------------------------- |
| Texto en ruso                                                  | Борис Николаевич Ельцин                                                |
| Transliteración oficial en ISO 9 (GOST 7.79-2000)              | Boris Nikolaevič Elʹcin                                                |
| Transliteración común                                          | Boris Nikolaevič Elʼcin                                                |
| Transcripción fonética AFI                                     | [bʌˈɾʲis nʲɪkʌˈɫajɪvʲɪʧʲ ˈjelʲʦɨn]                                     |
| Varios ejemplos del mismo nombre transcritos en otras lenguas: |                                                                        |
| Inglés                                                         | Boris Nikolayevitch Yeltsin                                            |
| Esloveno                                                       | Boris Nikolajevič Jelcin                                               |
| Árabe                                                          | بوريس ىيكولايفتش يلتسن (transcripción aprox. Buris Jhikulaiftsh Iltsn) |
| Francés                                                        | Boris Nikolaïevitch Ieltsine                                           |
| Alemán                                                         | Boris Nikolajewitsch Jelzin                                            |
| Español                                                        | Borís Nikoláyevich Yeltsin                                             |
| Polaco                                                         | Borys Nikołajewicz Jelcyn                                              |
| Danés                                                          | Boris Nikolajevitsj Jeltsin                                            |

### Transcripción al español
El inventario fonológico del español (incluyen fonemas de todas las variedades) incluye 24 fonemas, cinco vocálicos /a, e, i, o, u/ y 19 consonánticos /b, p, d, t, ʧ, g, k; f, s, θ, ʝ, x, m, n, ʎ, ɲ, ɾ, r/ además la mayor parte de hablantes de español es capaz de pronunciar fonemas frecuentes en préstamos del inglés como /h, ʃ, ŋ, w, ʦ/, para estos sonidos y sonidos similares es común usar las siguientes transcripciones fonémicas:
| Sonido        | a, æ, ɑ | e, ɛ | i, ɪ | o, ɔ | u, ʊ | b, β | p | d, ð | t | ʧ, c, ʨ | ʦ  | g, ɢ, ɣ | k, q | f, ɸ | s | θ        | ʃ, ʂ, ɕ | ʝ | x | h, ɦ | m | n | ɲ | ŋ  | ʎ  | ɾ, ʀ | r     | w     |
| Transcripción | a       | e    | i    | o    | u    | b    | p | d    | t | ch      | ts | g, gu   | k, c | f    | s | c, z, th | sh      | y | j | h    | m | n | ñ | ng | ll | r    | r, rr | w, u- |

Esta lista es restringida y no existen transcripciones universalmente aceptadas para sonidos como /v, z, ʣ, ʒ, ʤ, ʐ, ʑ, ʥ, ħ, ʁ, ʕ, ʋ, ɬ/ y otras sonidos consonánticos, o para sonidos vocálicos como /y, ɨ, ʉ, ɯ, ø, ə, ʌ / en estos casos se usan criterios varios no siempre de manera consistente. Algunas representaciones gráficas propuestas para estos sonidos por diferentes autores son:
| Sonido        | v | z | ʣ  | ʒ    | ʤ  | ʐ, ʑ  | ʥ      | ħ    | ʁ | ʕ | ʋ    | ɬ     | y       | ɨ    | ɯ    | ø | ə       | ʌ |
| Transcripción | v | z | dz | y, ŷ | dŷ | zh, ŷ | dz, dŷ | h, j | j | ` | u, w | lh, l | ü, u, i | i, ï | u, ï | ö | e, a, ë | a |

En los casos que incluyan fonemas sin equivalentes muy claros en español, puede ser conveniente dar junto a la transcripción aproximada, la transliteración o la transcripción fonética estricta.